# Buuz
Les buuz (mongol : ᠪᠤᠤᠵᠠ ; mongol cyrillique : бууз ; bouriate : Бууза) sont une spécialité culinaire mongole. Ce sont des raviolis à la viande de mouton ou de bœuf avec du gras, des oignons, de l'ail et du sel et poivre. Pour assurer une bonne tenue à la cuisson, ils sont ensuite la plupart du temps congelés avant d'être cuits à la vapeur et mangés à la main. Chaque famille possède sa variation de la recette et de son assaisonnement. Les buuz les plus appréciés sont ceux dont la viande a été finement hachée au couteau. Au cours de la cuisson, le gras fond et il est d'usage et apprécié de boire celui-ci en premier en pratiquant une petite ouverture avec les dents sur le coté du buuz.

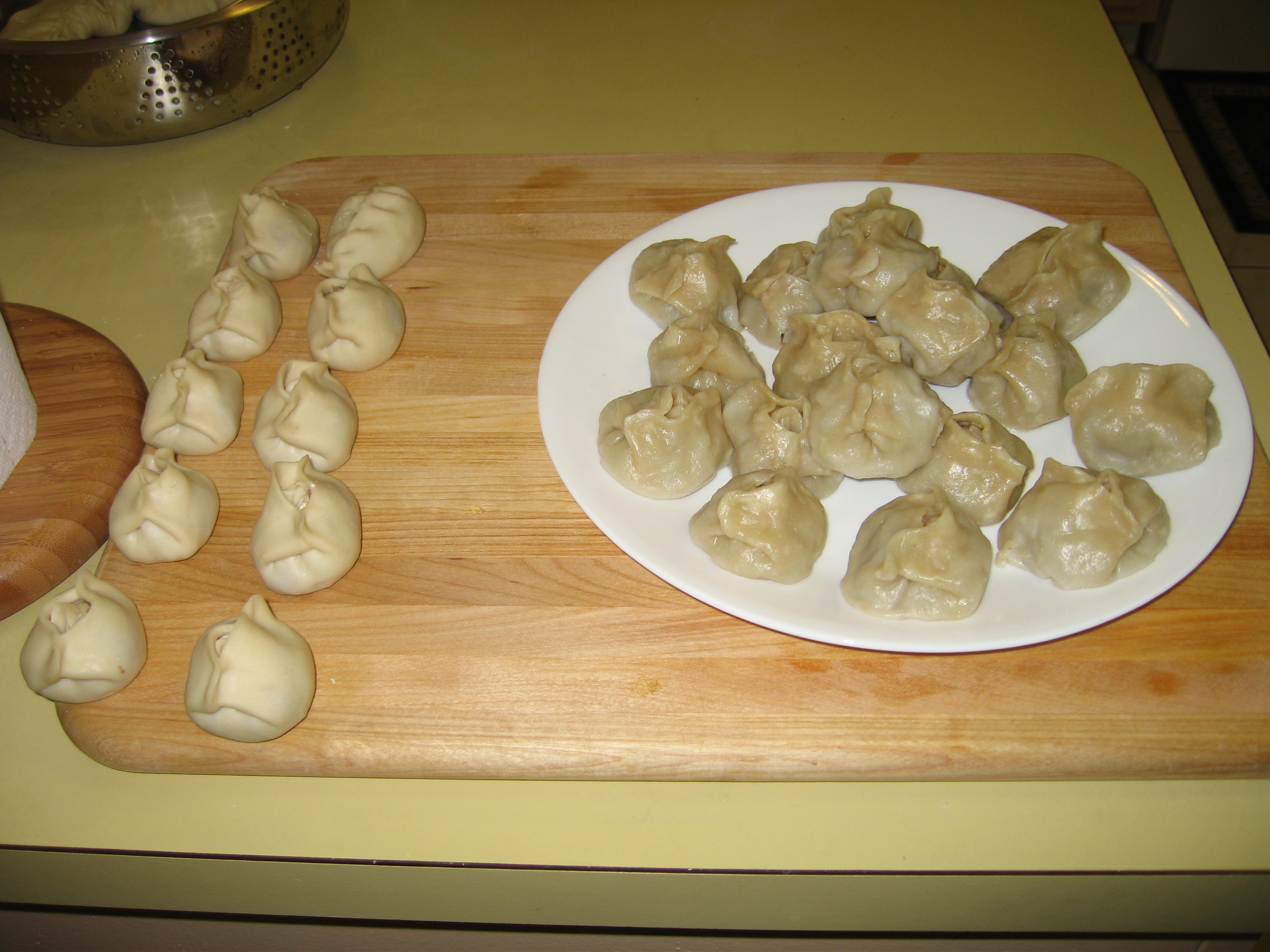
Buuz cuits et crus.

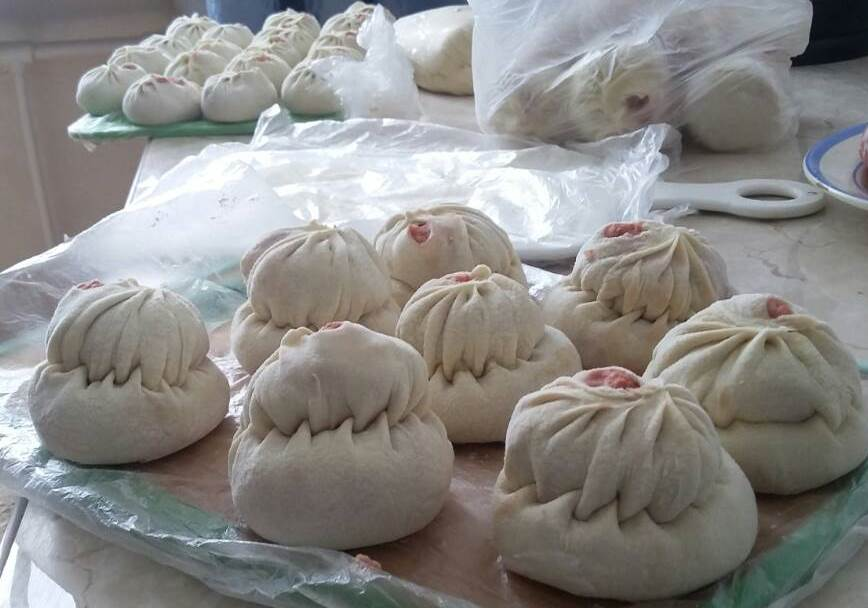
Double buuz, Bouriatie (Russie).

Cette spécialité est particulièrement prisée pendant Tsagaan Sar, la fête du Nouvel An mongol. C'est toute la famille qui prépare parfois pendant plusieurs semaines des centaines de buuz qui sont congelés et conservés la plupart du temps à l'extérieur (les températures étant souvent inférieures à −20 °C à cette période).
Cette tradition peut être rapprochée de la tradition du Nouvel An chinois consistant à manger des jiaozi, raviolis du nord de la Chine, dont l'étymologie (饺子/餃子), évoque également le changement d'année.
C'est l'équivalent mongol des baozi chinois dont la prononciation est très proche. De la même façon, les mantou, version sans farce, sont appelés en mongol, mantuu (Мантуу).